# Ahmat Hassaballah Soubiane
 (décembre 2024).
Ahmat Hassaballah Soubiane est un homme politique et diplomate tchadien.
D'ethnie arabe rezeigat, ce notable du clan Mahamid est ambassadeur du Tchad aux États-Unis de 1999 à 2003 avant de faire défection en décembre 2003 pour rejoindre la rébellion.
Rallié au régime début février 2014, il dit souhaiter désormais « une paix définitive ».
En mars 2024, Ahmat Soubiane Hassaballah est investi par l'Union nationale pour le changement démocratique au Tchad (UNCDT) comme candidat à l'élection présidentielle du 6 mai 2024,. Sa candidature est toutefois rejetée par le Conseil constitutionnel.